# Statuetta (modellismo)

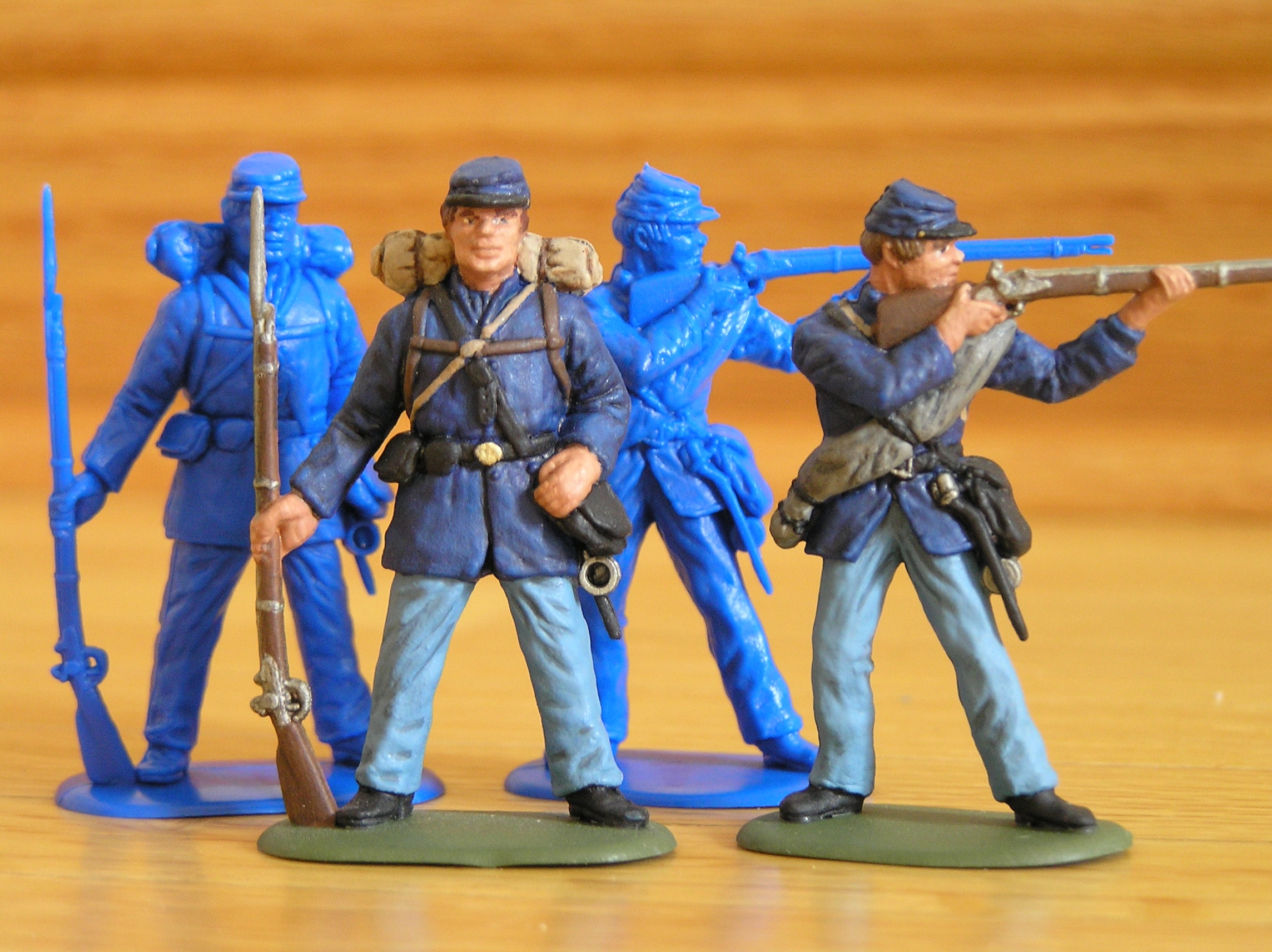
Soldatini

Una statuetta, o staction figure, è un giocattolo o un prodotto di modellismo raffigurante uomini, animali o personaggi immaginari realizzati in un corpo unico, senza alcuna parte snodabile, a differenza delle action figure.
Appartengono di diritto a questa categoria i soldatini o figurini, generalmente prodotti nelle scale 1/72    (20/22 mm) o 1/35 (60/70 mm), realizzati in plastica dura (polistirene) o morbida (polietilene) e diffusi, in Italia, da ditte come la Atlantic e la Esci, che non sono più attive ma i cui prodotti continuano a essere prodotti e venduti da aziende che ne hanno rilevato stampi e diritti. Possono essere inseriti tra le staction figure anche i mezzi militari (carri armati, veicoli, aeroplani) realizzati nella medesima scala e nel medesimo materiale dei figurini o in scale molto ridotte (mezzi navali).